# Alessandro Spinola

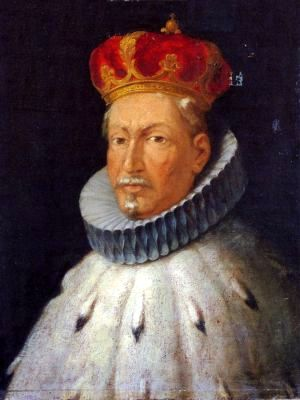
Alessandro Spinola

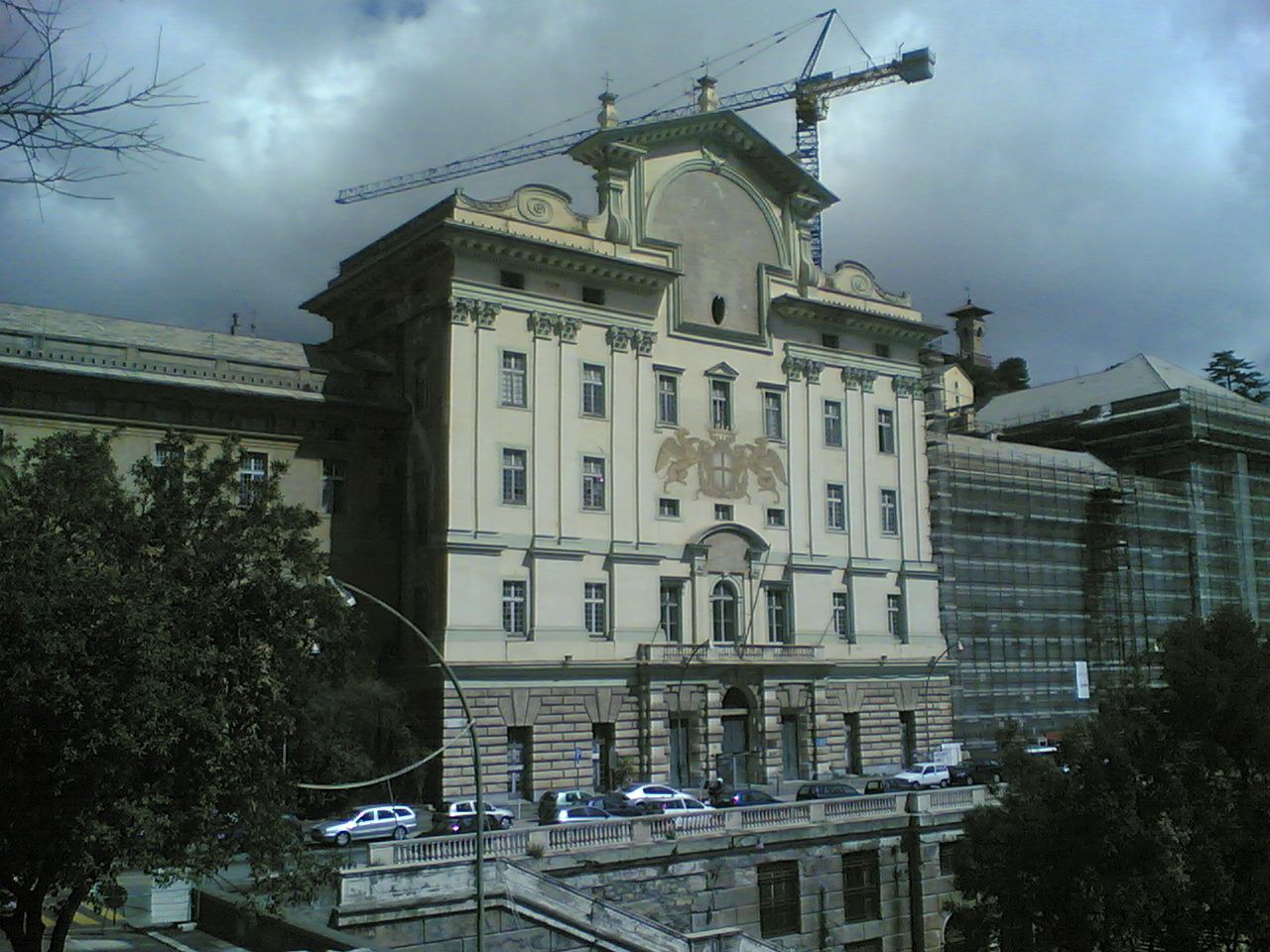
Armenhuis of Albergo dei Poveri (Genua)

Alessandro Spinola (Genua, 1589 – aldaar, 1665) was doge van de Republiek Genua (1654-1656) en droeg de hierbij behorende titel koning van Corsica (1654-1656).

## Levensloop
Hij was de zoon van Andrea Spinola en Brigida Lomellini, van de bekende familie Spinola uit Genua. In 1612 ging hij in dienst van de Republiek Genua: zijn eerste taak was in te staan voor de huisvesting van de Rooms-Duitse ambassadeur die op weg naar Spanje was. Nadien oefende hij nog vele functies uit voor de Republiek. Hij begon als ambtenaar voor de onvermogende gevangenen en was vervolgens magistraat voor buitenlanders op het grondgebied van Genua. Vanaf 1622 was hij wapenmeester voor het leger; in deze functie deed hij de wapenaankopen.
In 1624-1625 was Spinola muntmeester van de Republiek. In 1625 werd hij ambtenaar voor de aankoop van voedselvoorraden, en dit terwijl de oorlog met het hertogdom Savoye woedde. In 1631 werd Spinola ambtenaar voor de aankopen van olie. Een bevordering volgde in 1634. Van 1634 tot 1641 was hij lid van het College van Procureurs, een van de hoogste instellingen van de Republiek. Als procureur nam hij meerdere taken op zich, in afspraak met de andere procureurs. Zo werd Spinola procureur-archivaris van wetteksten en procureur voor oorlogsvoering.
Nadien, van 1642 tot 1654, oefende hij nog meer ambtelijke functies uit, in de domeinen waarin hij ervaring had: legeraankopen, muntwezen en voedselvoorraden.
In 1654 werd Spinola verkozen tot doge van Genua. Hij beëindigde dit mandaat, zoals voorzien, in 1656. Zijn buitenlands beleid bestond erin de Ridders van Malta te bestrijden want dezen vertoonden in zijn ogen geen respect voor de symbolen van de Republiek Genua. Zijn binnenlands beleid bestond uit het verjagen van piraten in Corsica. In Genua zelf, liet hij de Albergo dei Poveri bouwen. De Albergo dei Poveri was een instelling voor de huisvesting van armen.
Hij stierf in 1676, toen de pest uitbrak in Genua. Het is niet zeker of hij aan de pest stierf. Zijn lichaam werd begraven in de kerk van het Minderbroederklooster van Genua, de San Francesco di Castellato. In deze kerk bevonden zich graven van edelen, onder meer Margaretha van Brabant (1276-1311). Deze kerk werd begin de jaren 1800 ontruimd.